# J・マルセーリ・フチボウ
J・マルセーリ・フチボウ (ポルトガル語: J. Malucelli Futebol) は、ブラジル・パラナ州・クリチバを本拠地とするサッカークラブである。「J」のポルトガル語での読み方はジョッタである。

## 歴史
クラブはマルセーリ一家とトロンビニ一家によって1994年12月27日にクルーベ・マルトロン (Clube Malutrom) として創設された。クラブ名のマルトロンはマルセーリ (Malucelli) とトロンビニ (Trombini) からなるかばん語である。親会社「J・マルセーリ」はクリチバで建設・銀行・ラジオ局・ホテル業等を営んでいる。
2000年、コパ・ジョアン・アヴェランジェのモドゥロス・ヴェルデ・エ・ブランコ（例年のカンピオナート・ブラジレイロ・セリエCに相当）プレーオフにてウベルランジアECを破り優勝した。決勝トーナメントではラウンドオブ16でクルゼイロECに敗れた。
2005年にクラブはJ・マルセーリ・フチボウ (J. Malucelli Futebol) に改名された。
2007年、コパ・パラナ決勝においてロンドリーナECを破って優勝し、これにより同年のレコパ・スル＝ブラジレイラ、翌年のコパ・ド・ブラジルとカンピオナート・ブラジレイロ・セリエC出場権を獲得した。
2009年2月5日にクラブはSCコリンチャンス・パウリスタとパートナーシップの契約を結んだ。それに伴い、クラブ名もSCコリンチャンス・パラナエンセ (Sport Club Corinthians Paranaense) に改名し、ロゴとキットも同クラブに似たものが採用された。パラナ州のクラブであるにもかかわらず、錨マークの中のデザインはサンパウロ州旗をそのまま使っていた。
2012年8月10日にSCコリンチャンス・パウリスタとのパートナーシップ契約終了後、クラブ名を元のJ・マルセーリ・フチボウに変更した。

## タイトル
- コパ・ジョアン・アヴェランジェ モドゥロス・ヴェルデ・エ・ブランコ プレーオフ：1回
  - 2000

- コパ・パラナ：1回
  - 2007

- カンピオナート・パラナエンセ2部：1回
  - 1998

## 歴代所属選手
- リマ 2011
- ジュシレイ 2007-2009
- ロドリゴ・トシ 2003-2004
- フラビオ・エリアス・コルデイロ 1999-2001, 2005